# Woody Herman
Woody Herman (16. května 1913 Milwaukee, Wisconsin, USA – 29. října 1987 Los Angeles, Kalifornie, USA) byl americký jazzový klarinetista, saxofonista a hudební skladatel. Svou profesionální kariéru zahájil v polovině třicátých let v orchestru saxofonisty Ishama Jonese a následně si sestavil svůj vlastní orchestr. V roce 1947 založil skupinu Second Herd, ve které s ním v různých obdobích hráli například Shelly Manne, Al Cohn, Oscar Pettiford nebo Gene Ammons.